# Phaner
Phaner là một chi động vật có vú trong họ Cheirogaleidae, bộ Linh trưởng. Chi này được Gray miêu tả năm 1870. Loài điển hình của chi này là Lemur furcifer Blainville, 1839.
Giống như tất cả các loài vượn cáo, chúng là loài bản địa Madagascar, nơi chúng chỉ được tìm thấy ở phía tây, phía bắc và phía đông của hòn đảo. Trên lưng có hai sọc đen chạy lên từ mắt, hội tụ trên đỉnh đầu, và chạy xuống phía sau như là một sọc đơn màu đen. Chúng được đặt trong chi Lemur năm 1839, sau đó di chuyển giữa các chi Cheirogaleus và Microcebus, và cho chi của chúng vào năm 1870 bởi John Edward Gray. Chỉ có một loài (Phaner furcifer) được công nhận, cho đến khi ba phân loài được mô tả vào năm 1991 đã được thăng cấp lên trạng thái loài vào năm 2001. Các loài mới có thể chưa được xác định, đặc biệt ở đông bắc Madagascar.
Loài vượn cáo được coi là những loài được nghiên cứu ít nhất trong số tất cả các loài vượn cáo và là một trong những thành viên lớn nhất trong họ Cheirogaleidae, nặng khoảng 350 gram (12 oz) trở lên. Ngoài sọc dọc chạy trên lưng, chúng còn có những vòng tròn màu tối xung quanh mắt, và hai tai lớn. Con đực có mùi hương trên cổ họng, nhưng chỉ sử dụng nó trong thời gian chăm sóc cho xã hội chứ không phải để đánh dấu lãnh thổ. Thay vào đó, chúng thường hay sử dụng âm thanh, thực hiện cuộc gọi lặp lại vào đầu và cuối của đêm. Giống như các thành viên khác trong họ, chúng hoạt động về đêm, ngủ trong các lỗ cây và tổ trong ngày. Một cặp vợ chồng một vợ chồng là điển hình cho con vượn cáo được đánh dấu ngã ba, và con cái chiếm ưu thế. Con cái được cho là chỉ có một con cái mỗi hai năm hoặc nhiều hơn.
Loài này sinh sống trong nhiều môi trường sống khác nhau, từ rừng rụng lá khô đến rừng nhiệt đới, và chạy theo bốn cạnh trên cành cây. Chế độ ăn của chúng chủ yếu bao gồm mủ cây nhựa cây, mặc dù chúng có thể lấy được một số protein và nitơ bằng cách săn mồi động vật chân đốt nhỏ vào ban đêm. Ba trong số bốn loài đang bị đe doạ và một trong hai loài này được liệt kê là dễ bị tổn thương. Dân số của họ đang suy giảm do sự phá hủy môi trường sống. Giống như tất cả các loài vượn cáo, chúng được bảo vệ chống lại khai thác thương mại theo Phụ lục I CITES.

## Hình ảnh

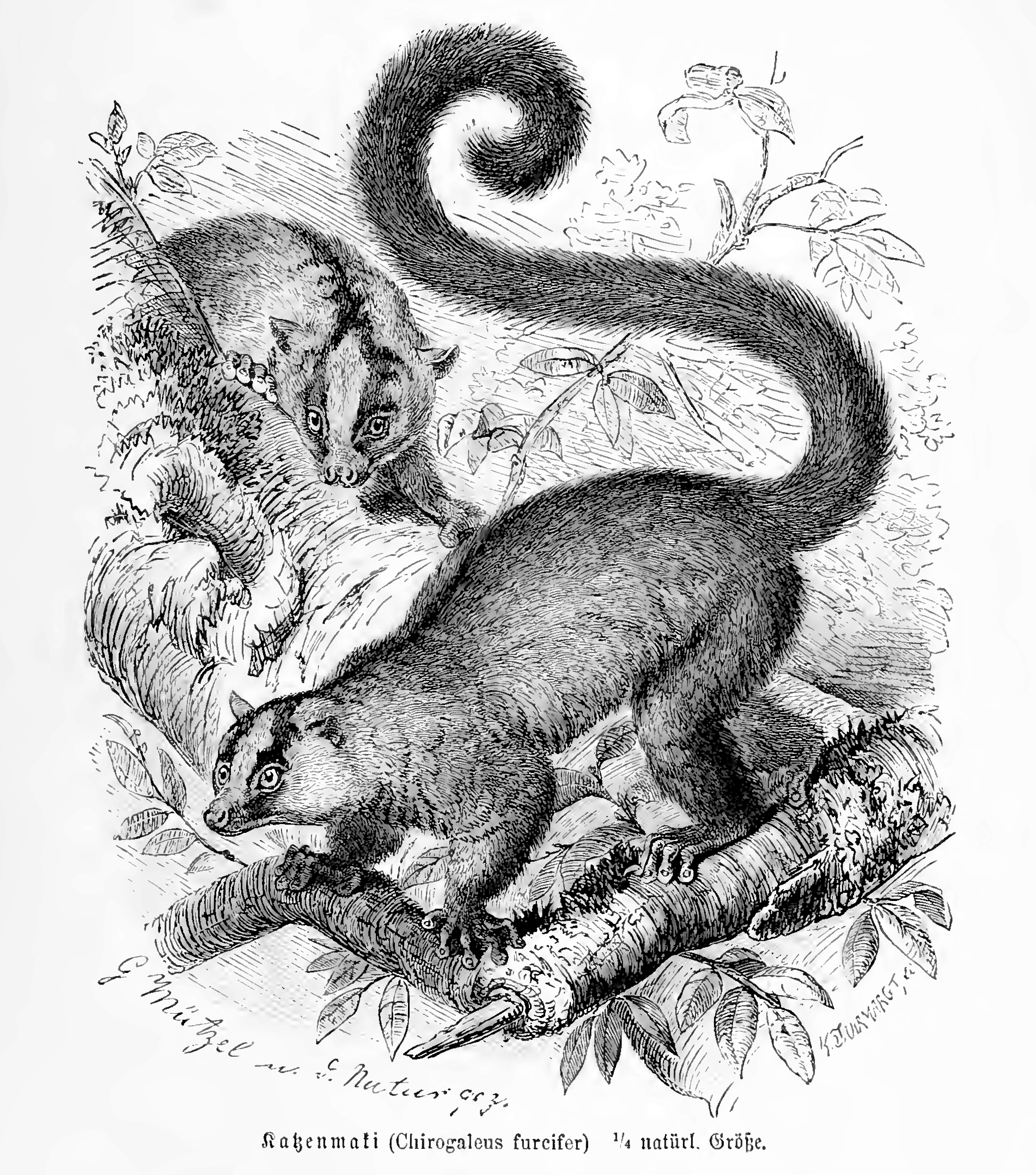

## Các loài
Chi này gồm các loài: